# Antonio Pigafetta
Antonio Pigafetta o de Pigafetta (Vicenza, ca. 1491 - Vicenza, ca. 1531) va ser un explorador, geògraf i cronista italià que va acompanyar Fernão de Magalhães en la seva circumnavegació del món. La seva crònica dels fets és la font principal d'informació sobre el viatge, i el primer document disponible a Europa sobre l'idioma filipí. Pigafetta va ser un dels 18 exploradors, d'entre uns 260 de la tripulació inicial, que van sobreviure al viatge de Magalhaes.

## Biografia
Pigafetta pertanyia a una rica família de Vicenza; des de la seva joventut va estudiar astronomia, geografia i cartografia. Va prestar serveis a bord d'una galera de l'orde de Rodes al començament del segle xvi. Cap a 1519, va acompanyar el nunci papal, Chieregati, a Molins de Rei, on va ser presentat a l'emperador Carles I. Aquest I li va notificar el projecte de Magalhaes a Barcelona i va aconseguir ser admès a bord com a passatger de pagament, i s'embarcà fins a Màlaga i d'allà per terra fins a Sevilla. Tot i les dificultats inicials amb Magallanes, va aconseguir guanyar la seva confiança i li va servir com a traductor i cartògraf. Durant el viatge, Pigafetta va recopilar nombroses dades sobre la geografia, el clima, la flora, la fauna i els habitants dels llocs recorreguts; el seu minuciós relat va ser un document de gran valor, sobretot pels seus apunts de nàutica i lingüística.
En la batalla en la qual Magallanes va perdre la vida, Pigafetta va ser ferit. No obstant això, va aconseguir refer-se i va formar part dels 17 que van acompanyar Juan Sebastián Elcano a bord de la nau Victòria en el retorn a Espanya. Després de tocar terra a Sanlúcar de Barrameda (Cadis) el setembre de 1522, tres anys després de la seva partida, va recollir les seves experiències en la Relazione del cosí viaggio intorno al mondo, composta en italià, que va ser publicada a Venècia el 1536. L'original no es conserva. D'aquesta obra, s'edità a París un resum en francès, sense data, encarregat per Mª Lluïsa de Saboya i, posteriorment, es publicarà a Venècia el 1536 sota el títol Il viaggio fatto dagli Spagnoli atorno al mondo, afegint-hi més textos del viatge. La narració de Pigafetta també està copiada en francès en tres manuscrits, dos d'aquests a la Biblioteca Nacional de París i un tercer a la Universitat Yale, que es considera el més complet d'aquests tres. Al Museu Marítim de Barcelona, s'exposa un facsímil d'aquest últim editat el 1969.
Pigafetta va tornar a Itàlia després del viatge i no va tornar a embarcar. Es va morir al seu país natal el 1531.